# Carolina Mallol
Carolina Mallol Duque (Barcelona, España, 1973) es una arqueóloga profesora e investigadora en ciencias arqueológicas en la Universidad de La Laguna en Tenerife, España.

## Educación
Mallol inició sus estudios de grado en la Universidad de Los Andes (Bogotá, Colombia). Después de un año se mudó a España y cursó dos años de la licenciatura de Geografía e Historia en la Universidad de Castilla-La Mancha (Toledo, España). En 1994 se trasladó a Tarragona para poder optar a una mayor especialización en prehistoria, obteniendo su licenciatura en Geografía e Historia en la Universitat Rovira i Virgili. En 1997 se trasladó a la Universidad de Harvard (Cambridge, EEUU) con una beca de la Fundación la Caixa, y obtuvo un máster (2001) y un doctorado (2004) en Antropología. Durante sus estudio en Harvard recibió varias becas, entre ellas una de la Fundación Nacional de Ciencias para su investigación de doctorado, que comprende un estudio geoarqueológico microscópico de tres sitios del Paleolítico Inferior:'Ubeidiya (Israel), Dmanisi (Georgia) y Gran Dolina, Atapuerca (España).

## Carrera e investigación
Desde 2022, Mallol ocupa el cargo de investigadora y profesora titular en la Universidad de La Laguna, España. Antes fue profesora contratada doctora (2019-2022), investigadora postdoctoral Ramón y Cajal (2014-2019), e investigadora postdoctoral Juan de La Cierva (2009-2012) en la misma universidad, e investigadora postdoctoral Marie Curie (2006-2008) en el Centro Nacional para la Investigación Científica (CNRS-UMR 6636). entre 2004 y 2005 fue investigadora postdoctoral de la American School of Prehistoric Research en la Universidad de Harvard.
Como geoarqueóloga, está especializada en el estudio microscópico de suelos y sedimentos arqueológicos. Sus investigaciones micromorfológicas se han centrado en los procesos de formación de yacimientos paleolíticos en distintas regiones del mundo. Su objetivo han sido los homínidos y la pirotecnología, utilizando herramientas analíticas de la geología y la biogeoquímica. Ha trabajado con restos de hogueras en muchos yacimientos neandertales, incluidos El Salt y Abric del Pastor, cerca de la ciudad de Alcoy (este de España), así como en sitios del Paleolítico medio en Francia, Georgia, Montenegro, Armenia y Uzbekistán. Ha sido investigadora principal de 11 proyectos de investigación, entre ellos varios financiados por la Fundación Leakey sobre Tecnología de Fuego Neandertal. En 2014 recibió una prestigiosa ERC Consolidator Grant del Consejo Europeo de Investigación (PALEOCHAR)para explorar residuos microscópicos y moleculares de materia orgánica quemada para obtener pistas sobre el clima, la dieta, y la tecnología en contextos neandertales. 

## Premios
En 2013, Mallol recibió el Premio UCLA Cotsen Junior en Prehistoria. En 2016, fue galardonada con el Premio Universitario de Estudios de las Mujeres (IUEM 8 de marzo), otorgado anualmente por el Instituto Universitario de Estudios de la Mujer de la Universidad de la Laguna.

## Publicaciones seleccionadas
- Mallol, C. y Goldberg, P. (2017). Cuevas y Sedimentos Rockshelter. En C. Nicosia y G. Stoops (eds. ), Micromorfología de suelos y sedimentos arqueológicos. Hoboken, NJ: Wiley, págs. 359-377.
- Mallol, C. y Mentzer, SM (2017). Contactos bajo la lente: Perspectivas sobre el papel de la microestratigrafía en la investigación arqueológica. Ciencias Arqueológicas y Antropológicas, 9 (8): 1645-1669.
- Mallol, C., Mentzer, SM y Miller, CE (2017). Características de la combustión. En C. Nicosia y G. Stoops (eds. ), Micromorfología de suelos y sedimentos arqueológicos. Hoboken, NJ: Wiley, págs. 299-326.
- Pérez, L., Sanchis, A., Hernández, CM, Galván, B., Sala, R. y Mallol, C. (2017). Hogares y huesos: un estudio experimental para explorar la temporalidad en contextos arqueológicos basado en cambios tafonómicos en huesos quemados. Journal of Archaeological Science Reports, 11: 287-309.
- Mallol, C. y Henry, A. (2017). Etnoarqueología del fuego paleolítico: consideraciones metodológicas. Antropología actual, 58 (S16): 217-229.
- Égüez, N., Mallol, C., Martín-Socas, D. y Camalich, MD (2016). Fechas radiométricas y evidencia micromorfológica de actividad doméstica sincrónica y corral de ovejas en una cueva neolítica: Cueva del Toro (Málaga, Antequera, España). Ciencias Arqueológicas y Antropológicas, 8 (1): 107-123.
- Mallol, C. y Hernández, C. (2016). Avances en la disección palimpsesto. Cuaternario Internacional, 417: 1-2.
- Vidal-Matutano, P., Hernández, CM, Galván, B. y Mallol (2015). Manejo de leña neandertal: evidencia de la Unidad Estratigráfica IV de Abric del Pastor (Iberia Oriental). Quaternary Science Reviews, 111: 81-93. Machado, J., Mallol, C. y Hernández, CM (2015). Percepciones sobre la dinámica del asentamiento paleolítico medio eurasiático: el problema del palimpsesto. En NJ Conard y A. Delagnes (eds. ), Dinámica de asentamiento del Paleolítico medio y Edad de piedra media. Volumen IV. Tübingen: Tübingen Publications in Prehistory, p. 361-382.
- Mallol, C. (2015). Aplicaciones en Geoarqueología. En JC Loaiza, G. Stoops, RM Poch y M. Casamitjana (eds. ), El Manual de Micromorfología de suelos y técnicas complementarias. Institución Universitaria Pascual Bravo. pp. 321-352.
- Adler, DS, Wilkinson, KN, Blockley, S., Mark, DF, Pinhasi, R., Schmidt-Magee, BA, Nahapetyan, S., Mallol, C., Berna, F., Glauberman, PJ, Raczynski-Henk, Y., Wales, N., Frahm, E., Jöris, O., MacLeod, A., Smith, VC, Cullen, VL y Gasparian, B. (2014). La tecnología de Levallois temprana y la transición del paleolítico inferior a medio en el Cáucaso meridional. 345 (6204): 1609-1613.
- Nigst, PR, Haesaerts, P., Damblon, F., Frank-Fellner, C., Mallol, C., Viola, B., Götzinger, M., Niven, L., Trnka, G. y Hublin, J. -J. (2014) Los primeros asentamientos humanos modernos de Europa al norte de los Alpes se produjeron hace 43.500 años en un ambiente frío tipo estepa. Actas de la Academia Nacional de Ciencias, 111 (40): 14394-14399.
- Garralda, MD, Galván, B., Hernández, CM, Mallol, C., Gómez, JA y Maureille, B. (2014). Neandertales de El Salt (Alcoy, España) en el contexto de las últimas poblaciones paleolíticas medias del sureste de la península ibérica. Journal of Human Evolution, 75: 1-15.
- Galván, B., Hernández, CM, Mallol, C., Merciers, N., Sistiaga, A. y Soler, V. (2014). Nueva evidencia de desaparición temprana de neandertales en la península ibérica. Journal of Human Evolution, 75: 16-27.
- Sistiaga, A., Mallol, C., Galván, B. y Summons, RE (2014). La comida de Neanderthal: una nueva perspectiva utilizando biomarcadores fecales. PloS ONE, 9-6: e101045-e101045